# Nationale Universiteit van Singapore
De Nationale Universiteit van Singapore (afkorting: NUS; Vereenvoudigd Chinees: 新加坡国立大学, Pinyin: Xīnjiāpō Guólì Dàxué, Maleis: Universiti Kebangsaan Singapura, Tamil: சிங்கப்பூர் தேசியப் பல்கலைக்கழகம்) is de oudste universiteit van Singapore. Het is tevens de grootste universiteit van Singapore qua studenten en aangeboden curriculum.
De hoofdcampus van de universiteit bevindt zich in het zuidwesten van Singapore bij Kent Ridge, en beslaat een oppervlak van ongeveer 1,5 km².

## Geschiedenis

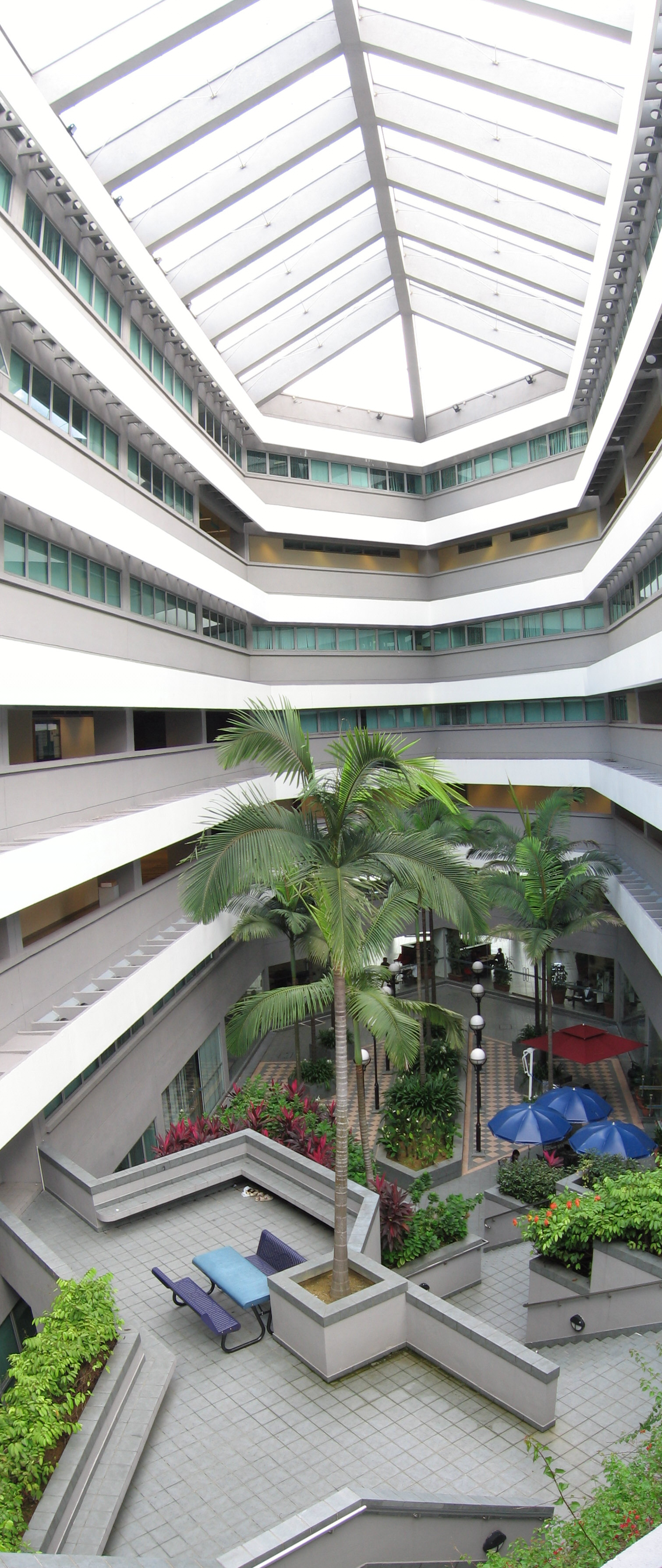
Block EA, Faculteit Ingenieurswetenschappen

In september 1904 leidde Tan Jiak Kim een groep afgevaardigden van Chinese en andere niet-Europese Singaporezen bij een actie om een faculteit geneeskunde te laten bouwen in Singapore. Hij bood gouverneur Sir John Anderson een petitie aan. Tan, die de eerste president was van de Perakan-Chinese Britse Associatie, slaagde erin om 87.077 dollar bijeen te krijgen, waarvan 12.000 van hemzelf kwam. Op 3 juli 1905 werd met dit geld de geneeskundige faculteit opgericht. De medische bibliotheek van de faculteit werd aanvankelijk ondergebracht in de leeskamer van de studenten, die was gevestigd in een voormalig psychiatrisch ziekenhuis voor vrouwen.
In 1912 ontving de medische faculteit een donatie van $120.000 van het King Edward VII Memorial Fund, opgericht door Dr. Lim Boon Keng. Op 18 november 1913 werd de naam van de school daarom gewijzigd in King Edward VII Medical School. In 1921 werd de naam gewijzigd naar King Edward VII College of Medicine.
In 1929, werd het Raffles College opgericht ter bevordering van het hoger onderwijs in letteren en sociale wetenschappen. Twintig jaar later werd deze instelling samengevoegd met het King Edward VII College of Medicine tot de Universiti Malaya.
In 1959 werd de Universiti Malaya opgesplitst in twee afdelingen: de Universiti Malaya in Kuala Lumpur en de Universiti Malaya in Singapore. Die tweede afdeling werd in 1962 hernoemd naar de Universiteit van Singapore.
In 1980 werd de Universiteit van Singapore samengevoegd met de Nanyang-universiteit tot de Nationale Universiteit van Singapore.

## Faculteiten en instituten
- Geesteswetenschappen en sociale wetenschappen
- Business school
- Informatica
- Tandheelkunde
- Ontwerp en omgeving
- Ingenieurswetenschappen
- Rechtsgeleerdheid
- Geneeskunde (Yong Loo Lin School of Medicine)
- Wiskunde en natuurwetenschappen
- Bestuurskunde (Lee Kuan Yew School of Public Policy)
- Graduate school voor Integratieve Wetenschappen en Technologie
- University Scholars Programme
- Yong Siew Toh Conservatorium
- Centrum voor communicatie in de Engelse taal
- Instituut voor systeemkunde
- NUS High School for Mathematics and Science, een gespecialiseerde school voor secundair onderwijs.